# Trogir (urbanistička cjelina)
Urbanistička cjelina Trogira, urbanistička cjelina grada Trogira.

## Opis dobra
Povijest grada Trogira uvjetovana je zemljopisnim položajem u tjesnacu zapadnog dijela Kaštelanskog zaljeva. Urbana povijest grada započela je u 3. st. pr. Kr. kad su grčki doseljenici iz Isse utemeljili trgovačka naselja na kopnu. Krajem 3. stoljeća i početkom 2. st. pr. Kr. podignuto je naselje sa stambenim blokovima i pravilnim ortogonalnim uličnim rasterom. U rimsko se doba grade reprezentativne sakralne i javne zgrade. U srednjem vijeku grad se širi na zapadni dio otočića. U razdoblju razvijenog srednjeg vijeka niču kamene romaničke i gotičke kuće, popločavaju se glavni gradski trg i ulice, te se dovršava katedrala. Trogir zaokružuje i definira svoj urbani sklop u razdoblju od 13. do 16. st.

## Zaštita
Pod oznakom N-5 zavedena je kao nepokretno kulturno dobro - kulturno-povijesna cjelina, pravna statusa kulturno dobro od nacionalnog značenja, klasificirano kao "kulturno-povijesna cjelina". Pod UNESCO-ovom zaštitom.